# Campo (Colorado)
Campo es un pueblo ubicado en el condado de Baca en el estado estadounidense de Colorado. En el año 2000 tenía una población de 150 habitantes y una densidad poblacional de 375 personas por km².

## Geografía
Campo se encuentra ubicada en las coordenadas 37°06′17″N 102°34′42″O / 37.10472, -102.57833.

## Demografía
Según la Oficina del Censo en 2000 los ingresos medios por hogar en la localidad eran de $20.875, y los ingresos medios por familia eran $21.375. Los hombres tenían unos ingresos medios de $19.167 frente a los $19.375 para las mujeres. La renta per cápita para la localidad era de $7.818. Alrededor del 45,6% de la población estaban por debajo del umbral de pobreza.